# 아사미야 키아
아사미야 키아(일본어: 麻宮 騎亜: 1963년 3월 9일 - )는 일본의 만화가, 애니메이터다. 대표작은 『사일런트 뫼비우스』. 본명이자 애니메이터 명의로 사용하는 이름은 키쿠치 미치타카(일본어: 菊池 通隆). 이와테현 키타카미시 출신. 아티스트크루 소속.
『우주전함 야마토』를 보고 아니메 팬이 되어, 동경디자이너학원 아니메과(현재의 동경네트웨이브)를 졸업했다. 21세에 프리 애니메이터로 독립하고, 1986년 카도카와서점의 『콤프틱』에 『신성기 바그란츠』가 실리면서 만화가로도 데뷔했다. 만화가 필명은 사이토 유키가 연기한 아사미야 사키에게서 비롯되었다.
오랫동안 아사미야 키야, 키쿠치 미치타카 두 사람이 다른 사람인 것처럼 행세하다가, 나중에는 동일인물임을 인정했다. 키쿠치와 다른 사람으로서 아사미야의 생일은 1963년 1월 28일로 설정했다.
2000년 이후 키쿠치 명의로 일은 거의 없었다가, 2012년 『우주전함 야마토 2199』 원화일로 복귀했다. 이 작품에서는 텔레비전 방송판 제9 - 17화 엔딩 레이아웃 구성도 담당했지만, 그쪽은 만화가로서 참여한 것이기 때문에 아사미야 명의로 되어 있다.
2017년 5월 1일부터 예능사무소 아티스트크루 소속이 되었다. 그 이유에 대해서는 “그림 그리는 일에 탄력을 주기 위해서”라고 밝혔다.
2019년 4월부터 일본 SF작가 클럽 회원이 되었다.